# Hahnenkamm (Ötztaler Alpen)
De Hahnenkamm is een 2427 m.ü.A. hoge berg in de Ötztaler Alpen in de Oostenrijkse deelstaat Tirol.
De berg ligt in de Geigenkam, een subgroep van de Ötztaler Alpen. De berg ligt ongeveer driehonderd meter ten noorden van het bivak Forchheimer Biwakschachtel, gelegen langs de route Forchheimer Weg. De Hahnenkamm ligt een kleine kilometer ten zuiden van de Mutzeiger (2277 m.ü.A.) en is het best bereikbaar vanuit Roppen (750 m.ü.A.).,